# Джон Брукс
Джон Ентоні Брукс (англ. John Anthony Brooks, нар. 28 січня 1993, Берлін) — німецький і американський футболіст, захисник «Гоффенгайма».

## Клубна кар'єра
Народився 28 січня 1993 року в Берліні. Вихованець юнацьких команд берлінських футбольних клубів «Блау-Вайс», «Ліхтенрадер», «Герта» (Целендорф) та «Герта».
У дорослому футболі дебютував 2011 року виступами за другу команду берлінської «Герти». 
До складу основної команди «Герти» почав залучатися з 2012 року. Відтоді встиг відіграти за головну команду клубу 45 матчів в національному чемпіонаті.

## Виступи за збірні
Протягом 2010–2011 років залучався до складу молодіжної збірної США. На молодіжному рівні зіграв за США 5 офіційних матчів. Ще одну гру футболіст, що має подвійне громадянство Німеччини і США, відіграв 2012 року за молодіжну збірну Німеччини.
На рівні національних збірних вирішив грати за США і 2013 року дебютував в офіційних матчах у складі збірної цієї країни. Наразі провів у формі головної команди країни 45 матчів, забив 3 голи.

## Титули і досягнення
- Переможець Ліги націй КОНКАКАФ: 2021